# Wojcieszów
Wojcieszów, tyska: Kauffung, är en stad i sydvästra Polen, belägen i distriktet Powiat złotoryjski i Nedre Schlesiens vojvodskap, 20 kilometer öster om den större staden Jelenia Góra. Staden utgör administrativt en stadskommun, med 3 846 invånare i juni 2014.

## Geografi och geologi
Staden ligger i Kaczawskiebergen (Góry Kaczawskie) i norra utkanten av bergskedjan Sudeterna, vid floden Kaczawa. Staden har givit namn åt en marmorart, Kauffungmarmor, som bland annat användes vid uppförandet av slottet Sanssouci i Potsdam. I området finns flera kalkstensgrottor och förekomster av basalt, kalksten och sandsten, som bryts som byggmaterial här. I trakten finns även Polens rikaste fyndigheter av agat, som har en ovanlig färgning. Tidigare utvanns även guld i staden men fyndigheterna är idag till större delen utarmade.